# 功臣塔
功臣塔，位于中华人民共和国浙江省杭州市临安区的功臣山上，是一座砖木结构佛塔。该塔建于后梁贞明元年（915年），是由吴越王捐资所建。该塔共分塔基、塔身、塔刹三部分，塔基直接砌筑于岩石上，塔身共分为五层，由下至上逐渐收分。塔刹为生铁质地。2001年，功臣塔被列为全国重点文物保护单位，2013年功臣寺遗址归并入功臣塔，文物保护单位名称改为“功臣塔及功臣寺遗址”。

## 历史
杭州市临安区功臣山原名大官山。乾宁二年（895年）董昌自立皇帝，唐昭宗派遣钱镠将其讨平:66。唐昭宗以钱镠有大功，下诏改为此名，而功臣山南麓的钱坞垄为五代吴越王钱镠出生之地。后梁贞明元年（915年），钱鏐舍功臣堂建功臣寺，同时建功臣塔。
1963年，浙江省人民委员会公布功臣塔为浙江省重点文物保护单位。1981年4月，浙江省人民政府重新将功臣塔公布为浙江省文物保护单位。由于年久失修，1982年9月，浙江省、临安县拨款重修功臣塔，施工期为1983年11月至1984年5月:38。2001年，功臣塔被列为全国重点文物保护单位，2013年时功臣寺遗址并入功臣塔，以“功臣塔及功臣寺遗址”一名列入全国重点文物保护单位。2017年时，功臣塔周围的围栏出现严重的腐朽，塔身上出现了多处涂鸦，相关保护部门得到反馈后表示会对破坏予以修复。

## 结构
功臣塔坐落于临安城区的功臣山上，是一座砖木结构佛塔，由塔基、塔身、塔刹三部分组成。塔基直接在山岩上砌筑，外径5.06米，内径2.54米。塔身为单壁砖砌筒形楼阁式，平面方形，通高25.3米，塔身由下至上共分为五层，由下至上逐渐收分，其中第一层高5米。塔壁厚1.25米。塔身的每层每面都隐出倚柱、平柱和槏柱，槏柱间辟有长方形门洞，第一至四层的门道两侧相对开龛。通道顶部用叠涩手法砌出穹窿顶，其中第一、二层为八角形，第三、四、五层为方形，最顶部为斗八藻井。塔的第二层和第三层设平座。腰檐铺作和平座铺作的扶壁拱均为砖制；出跳构件原来应为木刻，现已不存，仅余残洞。各层平柱上均有柱头铺作，底层并用补间铺作一朵，其扶壁拱为重拱造，从残洞遗迹判断应是五铺作，原来的形制很可能在外跳令拱上架设撩檐枋，在叠涩砖的上部排列椽子，其上铺瓦。平座铺作每边三朵，原应为四铺作单拱造，令拱上置撩檐枋，其上铺板，或加面砖。塔顶外壁为四面坡，中间为塔刹，塔刹为生铁质地，由覆钵和宝瓶和中心的刹柱组成。刹柱用大梁支托，并用斜撑固定。:38:59-60